# Polícia Civil (Portugal)
A Polícia Civil foi a organização geral de polícia de Portugal, desde a sua criação, em 1867 até à sua progressiva dispersão em várias corporações policiais autónomas, durante a primeira metade do século XX. Em 1910, na sequência da implantação da república, passou a designar-se "Polícia Cívica".
A Polícia Civil (e a sua sucessora Polícia Cívica) era responsável pela segurança pública, investigação criminal, fiscalização de fronteiras, polícia administrativa e recolha de informações de segurança.
Até 1918, a Polícia Cívica organizava-se em corpos distritais, independentes entre si, cada qual subordinado ao respetivo governador civil de distrito. A partir desse ano, passou a constituir um corpo nacional unificado subordinado a um órgão central, designado "Direcção-Geral de Segurança Pública".
Pode considerar-se a extinção da Direcção-Geral de Segurança Pública, em 1935, como o marco do fim definitivo da Polícia Civil/Polícia Cívica.
Têm origem direta, na Polícia Civil, as atuais Polícia de Segurança Pública e Polícia Judiciária. Também têm uma origem remota naquela polícia, os atuais Serviço de Estrangeiros e Fronteiras, Serviço de Informações de Segurança e Autoridade de Segurança Alimentar e Económica.

## Organização
O pessoal Polícia Civil compunha-se de comissários-gerais, comissários, chefes de esquadra, cabos e guardas. 
Os corpos de Polícia Civil de Lisboa e do Porto eram chefiados, cada um deles por um comissário-geral de polícia, diretamente subordinado ao governador civil respetivo. Estes dois corpos dividiam-se em divisões, chefiadas por comissários, cada qual correspondente a um dos bairros administrativos das respetivas cidades. As divisões, por sua vez, englobavam esquadras, chefiadas por chefes de esquadra, cada qual correspondendo a uma circunscrição de esquadra. Das esquadras, dependiam postos de polícia chefiados por cabos.
Os restantes corpos distritais de polícia — a maioria dos quais era constituída apenas por algumas dezenas de guardas — normalmente limitava-se a englobar uma ou duas esquadras, sendo chefiados por comissários.
A atual organização territorial da Polícia de Segurança Pública baseia-se ainda na organização descrita acima.
A partir de 1893, passaram a existir secções de polícias especializadas (investigação, preventiva e administrativa), na dependência dos comissários-gerais. Com a criação da Direcção-Geral de Segurança Pública e a unificação da Polícia num único corpo nacional, as polícias especializadas autonomizaram-se das polícias distritais, passando a subordinar-se diretamente a repartições centrais, cada qual com o seu próprio diretor de polícia. Com a progressiva separação das polícias especializadas, as polícias distritais limitaram-se essencialmente às funções de polícia de segurança pública, sendo que algumas delas começam a ser designadas como tal (por exemplo, ao ser criada em 1927, polícia distrital de Setúbal, é já designada como "Comissariado de Polícia de Segurança Pública").

## História
A Polícia Civil tem origens bastante antigas que remontam aos antigos quadrilheiros da Idade Média e à Intendência-Geral da Polícia da Corte e do Reino, criada em 1780. A cronologia da sua evolução foi a seguinte:

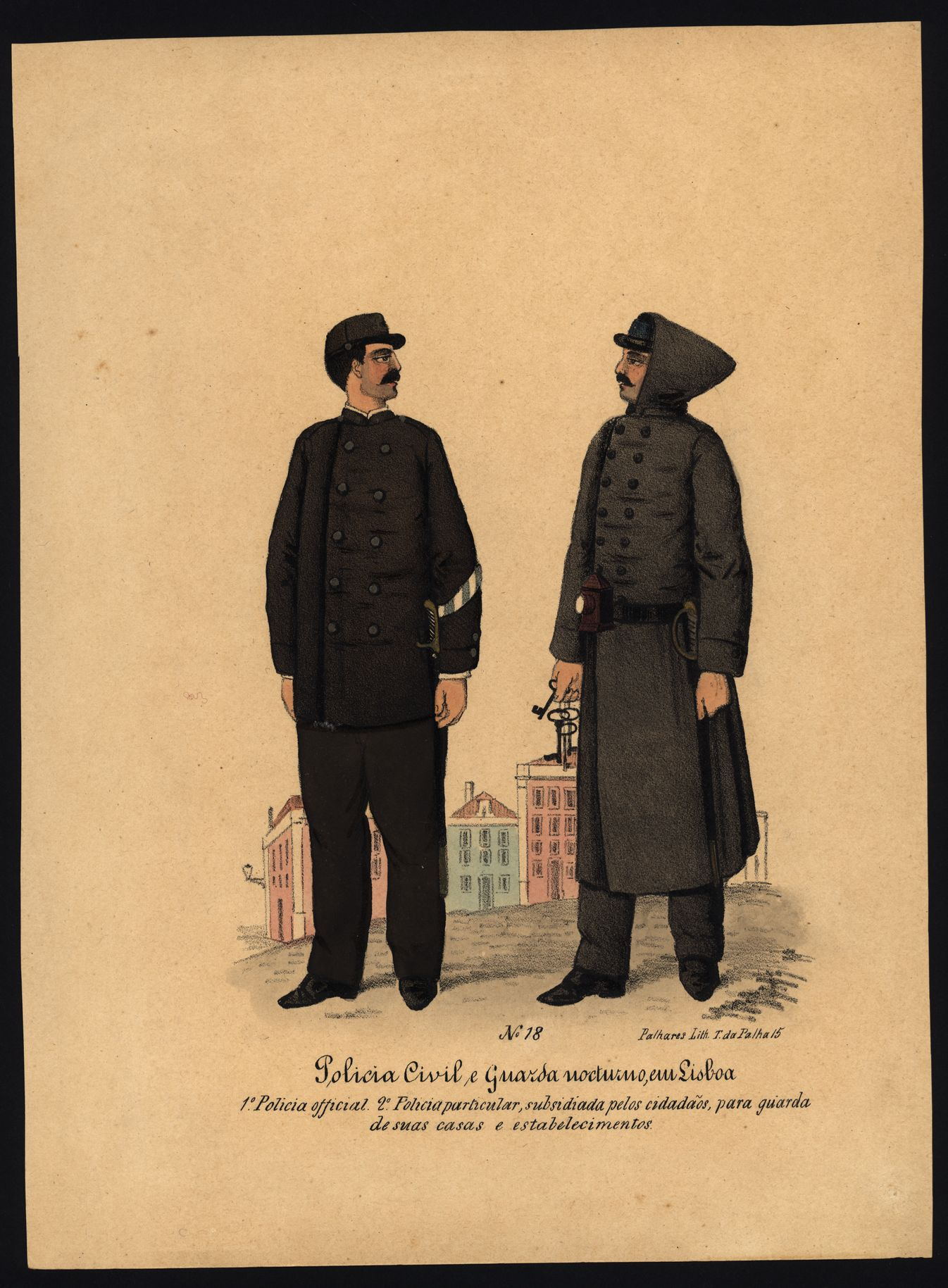
Guarda da Polícia Civil de Lisboa e guarda noturno no final do século XIX.

1867 – Por decreto do Rei D. Luís I de 2 de julho, é criado o Corpo de Polícia Civil de Lisboa e o Corpo de Polícia Civil do Porto. Cada um destes corpos é chefiado por um comissário-geral subordinado diretamente ao respetivo governador civil do distrito e, por intermédio dele, ao ministro do Reino. Cada corpo seria dividido em divisões, chefiadas por comissários —  correspondendo cada uma a um dos bairros de Lisboa e Porto -, que se subdividiriam em esquadras, chefiadas por chefes de esquadra —  cada uma, correspondendo a uma circunscrição de esquadra —  e estas, em postos de polícia, chefiados por cabos de secção —  cada um correspondendo a uma secção. O decreto prevê, também, a criação de corpos de Polícia Civil nas restantes capitais de distrito, em moldes semelhantes aos de Lisboa e Porto, a maioria dos quais viria a ser criada ao longo da década de 1870. Nas principais cidades do Ultramar Português, viriam também a ser criados corpos de Polícia Civil segundo o modelo da Metrópole;
1893 – Por decreto do Rei D. Carlos I, de 29 de agosto, a Polícia Civil de Lisboa passa a ser dividida em três secções: Polícia de Segurança Pública, Polícia de Investigação Judiciária e Preventiva e Polícia de Inspecção Administrativa;
1910 – Na sequência da implantação da república, através do Decreto de 17 de outubro, a Polícia Civil de Lisboa passa a designar-se "Polícia Cívica", sendo nomeada uma comissão para a reorganizar. A nova designação é também progressivamente aplicada aos corpos policiais dos outros distritos, ainda que alguns destes continuem a manter a designação "Polícia Civil" até 1918;
1918 – A Polícia é reorganizada pelo Decreto-Lei n.º 4166 de 27 de abril, passando a constituir um corpo nacional. O órgão central é a Direcção-Geral de Segurança Pública (DGSP), à qual estão subordinadas as repartições de Polícia de Segurança, de Polícia de Investigação, de Polícia Administrativa, de Polícia Preventiva, de Polícia de Emigração e de Polícia Municipal. O Continente e as ilhas dividem-se em distritos policiais —  coincidentes com os distritos administrativos —  à frente de cada um dos quais está um comissário-geral, responsável por chefiar diretamente a Polícia de Segurança, bem como por superintender nos restantes serviços policiais do seu distrito. Para além dos serviços de Polícia de Segurança, os comissários dos distritos policiais onde não existem em permanência secções das polícias de Investigação, Administrativa e de Emigração, têm também a seu cargo estes serviços;

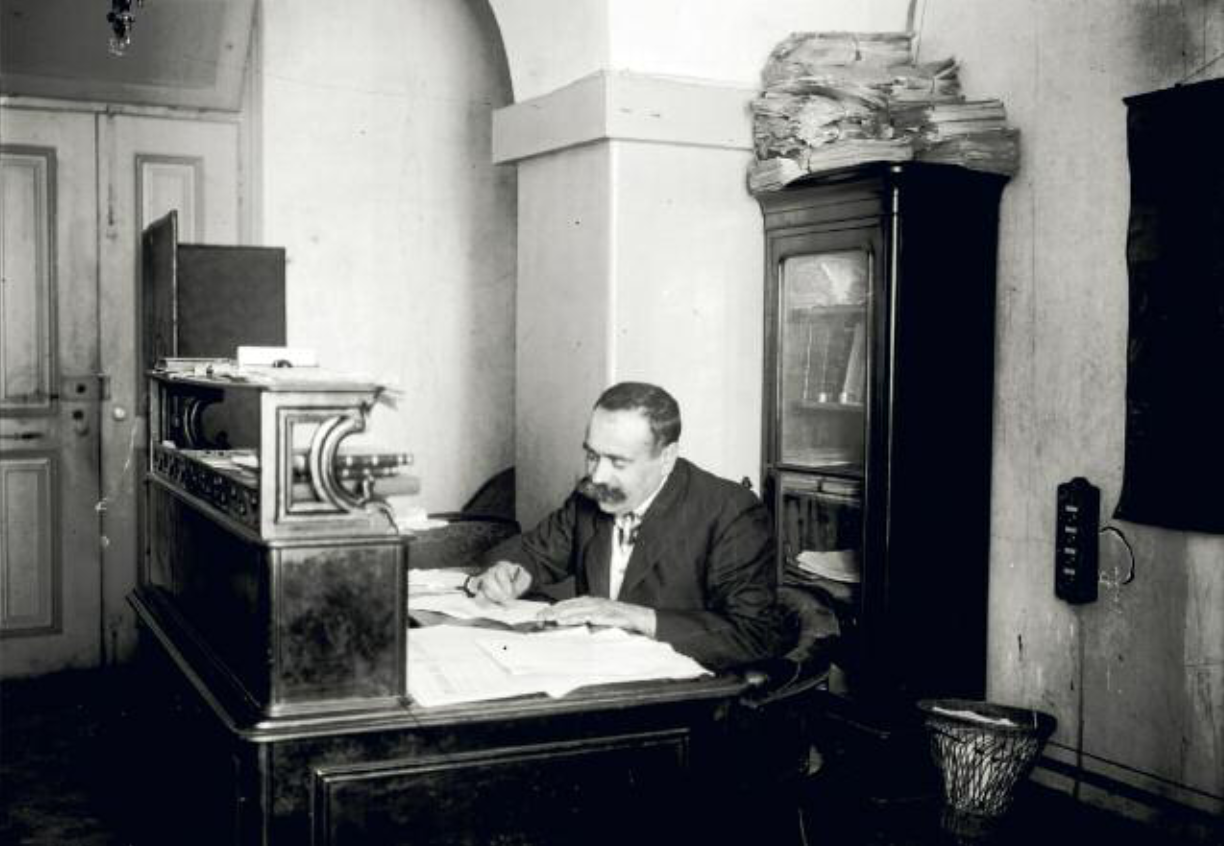
Gabinete da Polícia Administrativa no Governo Civil de Lisboa, em 1908

1922 – Os serviços da Polícia Cívica são reorganizados pelo Decreto n.º 8435 de 21 de outubro, a qual passa a dividir-se em quatro grandes secções: Polícia de Segurança Pública (PSP), Polícia de Investigação Criminal, Polícia Administrativa e Polícia Preventiva e de Segurança do Estado;
1925 – Pelo Decreto com força de Lei n.º 10 790 de 25 de maio é extinta a DGSP, passando os órgãos superiores da Polícia Cívica a ser a Repartição de Segurança Pública e o inspetor superior de Segurança Pública;
1927 – Pelo Decreto n.º 13 242 de 8 de março é restaurada a Direcção-Geral de Segurança Pública que passa a superintender a ação de todas as polícias, incluindo a da Guarda Nacional Republicana (GNR). Posteriormente, pelo decreto 14 657 de 5 de dezembro do mesmo ano, a Polícia de Investigação Criminal deixa de estar dependente da DGSP e passa para dependência do Ministério da Justiça;

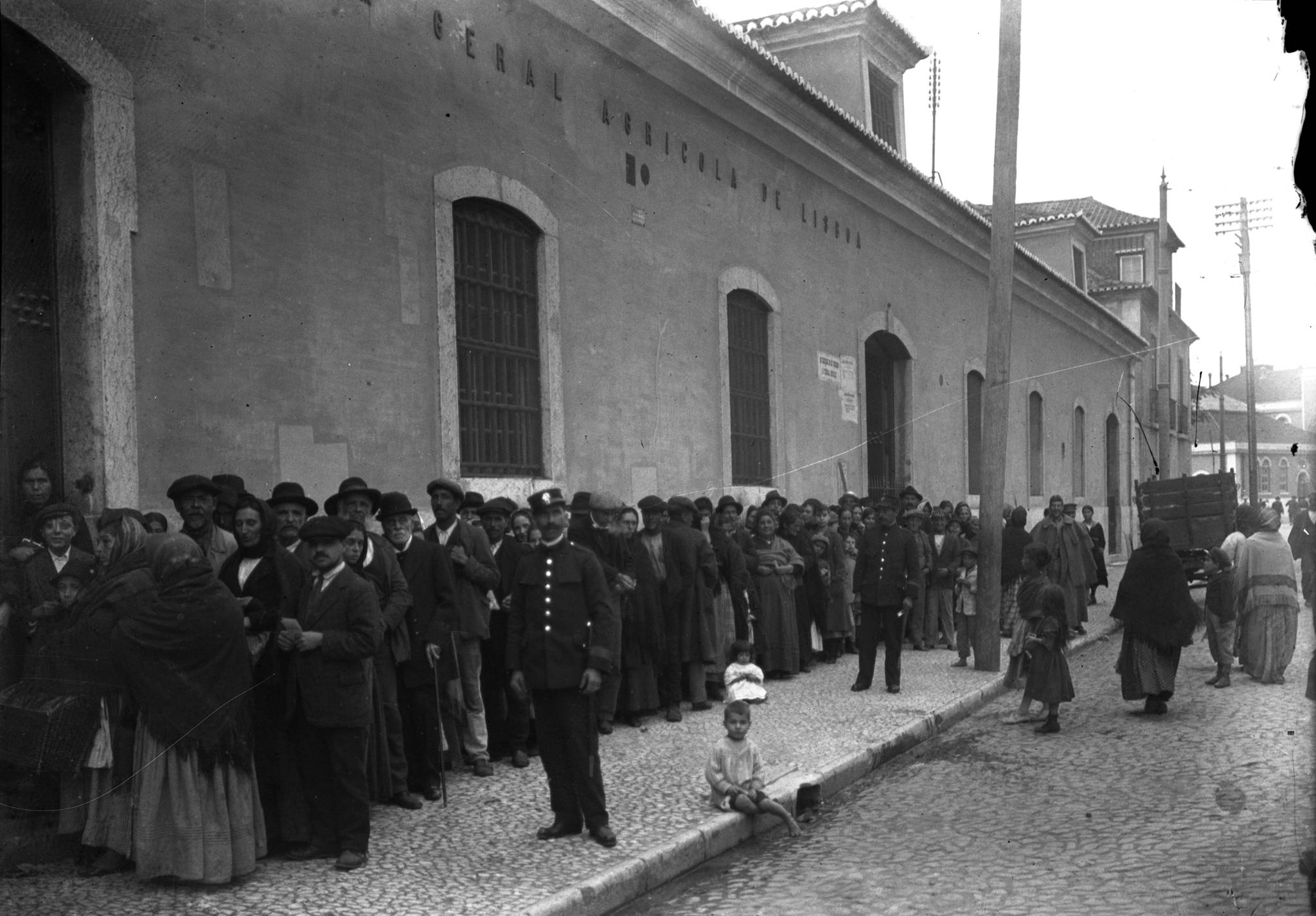
Guardas da Polícia Cívica de Lisboa fiscalizam a distribuição de alimentos racionados, em 1918, logo após o final da Primeira Guerra Mundial

1928 – A DGSP dá lugar à Intendência-Geral de Segurança Pública (IGSP), pelo Decreto n.º 15 825 de 8 de agosto, a qual seria dirigida por um coronel ou general, hierarquicamente superior aos comandantes das polícias e ao comandante-geral da GNR. É prevista a criação de um quadro único de pessoal, a nível nacional, para a Polícia de Segurança e a GNR, medida esta que não chega a tomar forma, sendo revogada pouco depois. As restantes polícias, que ainda dependiam da DGSP, deixam de depender da IGSP;
1932 – Volta novamente a ser criada a Direção-Geral de Segurança Pública, pelo Decreto n.º 21 194 de 2 de maio, sendo extinta a IGSP. A Polícia de Investigação Criminal, volta, durante algum tempo, a estar subordinada à DGSP;
1935 – Pelo Decreto-Lei n.º 25 338 de 16 de maio a DGSP é definitivamente extinta, sendo criado o Comando-Geral da Polícia de Segurança Pública, como órgão central da PSP. O cargo de comandante-geral passa a ser desempenhado por um oficial superior ou general do Exército. As restantes polícias tornam-se, definitivamente, autónomas.